# Marin Marais
Pour les articles homonymes, voir Marais (homonymie).
Marin Marais, né le 31 mai 1656 et mort le 15 août 1728 à Paris, est un gambiste et compositeur français de la période baroque.

## Biographie
Marin Marais naît au sein d'une famille modeste : ses parents sont Vincent Marais, cordonnier, et Catherine Bellanger. Il est baptisé à Paris le 31 mai 1656, date possible mais non certaine de sa naissance (le 31 mai est donné pour sa date de naissance par Évrard Titon du Tillet) ; seul le frère de Vincent, prêtre, est d’un milieu social plus élevé.
En 1667, Marin Marais devient enfant de chœur, c'est-à-dire enfant formé pour chanter dans le chœur (composé de choristes professionnels) attaché à l'église Saint-Germain-l’Auxerrois. Il y rencontre Michel-Richard de Lalande (également enfant de chœur) et Jean-François Lalouette (vicaire, donc chantre — c'est-à-dire choriste — remplaçant). À 16 ans, il quitte le chœur de Saint-Germain-l’Auxerrois car sa voix a mué. Il veut se tourner vers la cour mais souhaite d'abord se perfectionner auprès de « Monsieur de Sainte-Colombe » le père, sur la basse de viole, instrument dont il a appris à jouer lors de sa formation d’enfant de chœur. Sainte-Colombe, se sentant peut-être menacé par le grand talent du jeune musicien, lui dit au bout de six mois qu’il ne peut rien lui apprendre de plus. Titon du Tillet rapporte que Marin Marais se serait alors caché sous le cabinet de travail installé dans un mûrier du jardin de Sainte-Colombe pour tenter de percer les secrets de ce maître, mais aurait été découvert et chassé au bout de quelque temps par ce dernier.
Marais entre ensuite dans l'orchestre de l’Académie royale de musique (l'Opéra de Paris) dirigé par Lalouette - peut-être d’ailleurs grâce à l’influence de celui-ci. Le directeur (et créateur) de l’Académie royale de Musique était alors Lully, par ailleurs maître de la musique du roi Louis XIV.
En 1676, Marin Marais épouse Catherine d'Amicourt avec laquelle il aurait ensuite eu (selon Titon du Tillet) dix-neuf enfants ; on a trouvé la trace de treize enfants en tout cas, le dernier ayant été Jérôme. La pièce Le tombeau pour Marais le Cadet a vraisemblablement été écrite pour lui. Marin Marais obtient en 1679 une charge de « joueur de viole dans la musique de la Chambre » du roi (les musiciens de la chambre étaient responsables de la musique profane à la cour). Il cumule ensuite cette charge avec une carrière de musicien à l’Opéra pendant quarante ans.
C’est en 1685 que Marin Marais commence à écrire des pièces pour viole ; un premier livre paraît en 1686. C’est cette même année qu’il entreprend d’écrire pour la scène l’Idylle dramatique qui rencontre un grand succès mais dont n’a été retrouvé que le livret.
Après la mort de Jean-Baptiste Lully en 1687, qui donne aux compositeurs une plus grande liberté pour faire jouer leurs œuvres, Marais écrit Alcide (livret de Jean Galbert de Campistron), en collaboration avec Louis Lully (fils aîné de Jean-Baptiste), qui est représenté en 1693 avec un grand succès.
Il se produit parallèlement comme violiste avec d’autres musiciens de la cour, auprès de Louis XIV mais aussi auprès de son entourage (duc de Bourgogne, madame de Montespan, madame de Maintenon, etc.). Dans une lettre de 1696, c'est dans ces termes que M. Coulanges rend compte à madame de Sévigné d'une de ces séances de musique :

« Les jeunes gens, pour s’amuser dansèrent aux chansons, ce qui est présentement fort en usage à la Cour. Joua qui voulut, et qui voulut aussi prêta l’oreille au joli concert de Vizé (le luthiste Robert de Visée), Marais, (René) Descoteaux et Philibert (Rébillé). Après cela on attrapa minuit et le mariage fut célébré dans la chapelle de l’hôtel de Créquy. »

Un livre publié en 1692, Pièces en trio pour les flûtes, violons et dessus de viole, montre le répertoire utilisé par Marais pour ces concerts à la cour.
En 1701, Marais est appelé à diriger une très grande cérémonie de nature religieuse pour la guérison du dauphin, mêlant deux cent cinquante chantres (pour les chœurs et les solos chantés) et instrumentistes, au cours de laquelle seront interprétés, entre autres, deux de ses motets : Domine salvum fac regem (« Dieu sauve le roi ») et un autre dont on ne connaît pas le titre.
Après cette importante prestation, il devient chef d’orchestre permanent à l’Opéra vers 1704. Il écrit encore Alcyone, tragédie en musique (représentée en 1706) qui rencontrera aussi un grand succès.
Il connaît ensuite une période moins faste avec l’échec de Sémélé qui est son dernier ouvrage lyrique. Par ailleurs de nouveaux et brillants violistes viennent contester sa suprématie de violiste et de compositeur : Louis de Caix d'Hervelois et surtout Antoine Forqueray.
En 1708, Marais demande et obtient que son fils aîné, Vincent, reprenne sa charge de violiste auprès du roi. Il continue cependant à jouer à la cour jusqu’à la mort de Louis XIV, après laquelle ses activités se restreignent. Il poursuit également l’enseignement et la pratique de son instrument et vit dans une certaine aisance.
Un an après sa fille aînée le 4 août 1727, il meurt le 15 août 1728. Il est inhumé dans l'ancienne église Saint-Hippolyte de Paris, détruite en 1807.

## Œuvre

### Instrumentale

#### Pièces pour viole de gambe

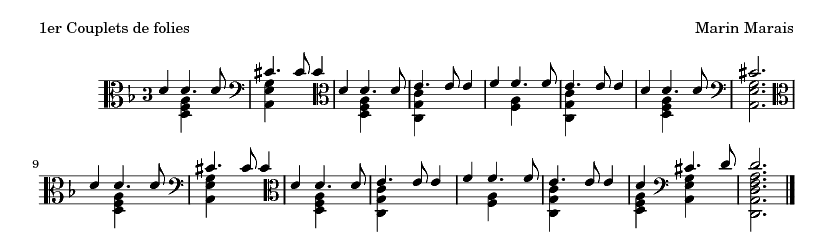
Partie de viole du premier couplet des Folies d'Espagne du deuxième livre de pièces de viole de Marin Marais pour viole de gambe et basse continue.

Marin Marais écrivit près de six cents pièces pour viole, réparties en cinq livres, chacun comprenant, entre autres, une quarantaine de suites, avec parfois des pièces de caractère comme le Tombeau pour Monsieur de Sainte-Colombe, le Tombeau pour Monsieur de Lully, Le Tableau de l’Opération de la Taille, etc.
- Pièces à une et à deux violes, Premier livre (1686)
- Basses continues des pièces à une et deux violes avec une augmentation de plusieurs pièces particulières en partition (1689)
- Deuxième livre de pièces de viole (1701)
- Pièces de viole, Troisième livre (1711)
- Pièces à une et à trois violes, Quatrième livre (1717)
- Pièces de viole, Cinquième livre (1725)

#### Pièces en trio
Le musicien est l’un des premiers, en France, à avoir écrit des pièces en trio :
- Pièces en trio pour les flûtes, violons et dessus de viole avec la basse continue (1692) ;
- La Gamme et autres morceaux de symphonie pour le violon, la viole et le clavecin (1723) dont la 3e pièce est la célèbre Sonnerie de Sainte-Geneviève du Mont de Paris.

### Tragédies en musique
- Alcide (1693) (en collaboration avec Louis Lully)[4].
- Ariane et Bacchus (1696)[3]
- Alcyone (1706)[3]
- Sémélé (1709)[3]

## Postérité

### Hommages
L'astéroïde de la ceinture principale (12363) Marinmarais, découvert le 9 octobre 1993, a été baptisé en l'honneur du compositeur.
Le 22 octobre 2006, lors du premier festival Marin Marais, créé à l'occasion du 350e anniversaire de sa naissance, une plaque commémorative est dévoilée dans l'église Saint-Médard de Paris, où Marin Marais aurait été baptisé le 31 mai 1656, date supposée être celle du jour de sa naissance.
Le 15 octobre 2011, le conservatoire intercommunal de musique des Sables-d'Olonne inaugure ses nouveaux locaux et prend le nom de conservatoire de musique Marin-Marais.

### Mise en valeur du compositeur dans des œuvres non musicales
- 1987 : La Leçon de musique, essai de Pascal Quignard, éditions Gallimard.
- 1991 : Tous les matins du monde, roman de Pascal Quignard, éditions Gallimard.
- 1991 : Tous les matins du monde, film d’Alain Corneau, d’après le roman de Pascal Quignard. Le rôle de Marin Marais jeune est joué par Guillaume Depardieu ; celui du musicien âgé est interprété par Gérard Depardieu, tandis que Jean-Pierre Marielle incarne Monsieur de Sainte-Colombe.

## Iconographie

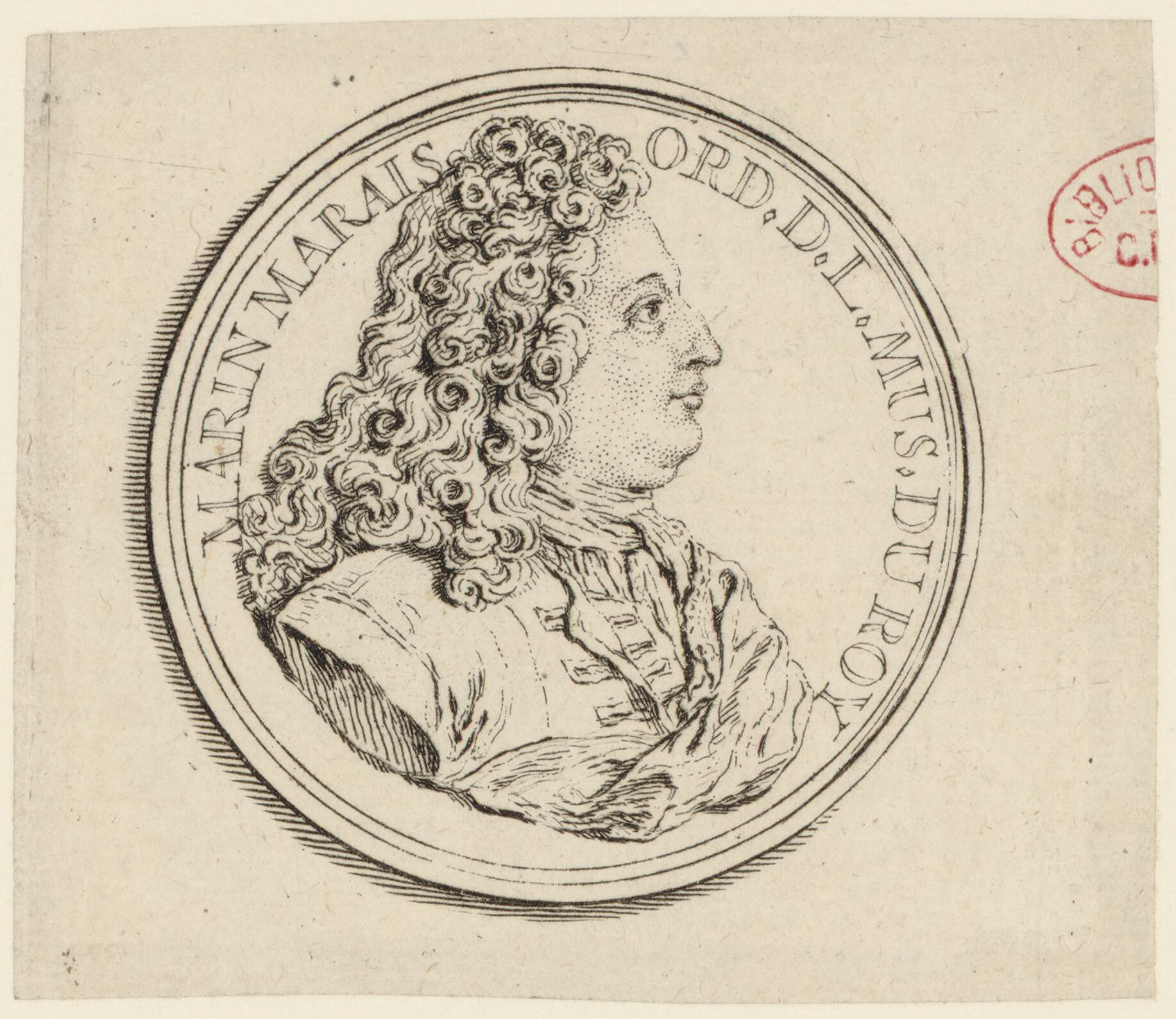
Estampe de Marin Marais (conservée à la BnF).

- Portrait par André Bouys (1704), illustré ici.
- Portrait par Jean Dieu de Saint-Jean, conservé au musée du château de Blois.

## Discographie

### Musique de chambre
- Pièces de Viole du Second Livre (1701) extraits, Jordi Savall, basse de viole, Anne Gallet, clavecin, Hopkinson Smith, théorbe, 1 LP et 1 CD Astrée-Auvidis 1976-1989
- Pièces de Viole du Quatrième Livre (1717) extraits, Jordi Savall, basse de viole, Ton Koopman, clavecin, Hopkinson Smith, guitare baroque et théorbe, 1 LP et 1 CD Astrée-Auvidis 1977-1987
- Pièces à Deux Violes du Premier Livre (1686) extraits, Jordi Savall, basse de viole, Christophe Coin, basse de viole, Ton Koopman, clavecin, Hopkinson Smith, théorbe, 1 LP et 1 CD Astrée-Auvidis 1979-1989
- Pièces de Viole du Cinquième Livre (1725 ) extraits, Jordi Savall, basse de viole, Ton Koopman, clavecin, Hopkinson Smith, théorbe et Jean-Michel Damian, récitant, 1 CD Astrée-Auvidis 1987
- Pièces de Viole du Troisième Livre (1711) extraits, Jordi Savall, basse de viole, Ton Koopman, clavecin, Hopkinson Smith, théorbe et guitare, 1 CD Astrée-Auvidis 1992
- Trios pour le coucher du Roi, Ricercar Consort, Philippe Pierlot, viole et direction. 2 CD Ricercar 1998 - report 2020. Diapason d'or
- A la Marésienne, Sonate à la marésienne et Sonnerie de Sainte-Geneviève, ensemble Nouvelles Voix, Ronald Martin Alonso, Olivier Briand, Jennifer Vera, 1 CD K.617, 2007.
- Les Folies Humaines, Pièces de viole des deuxième, quatrième et cinquième livres, Ronald Martin Alonso, viole de gambe, 1 CD Vedado Musica, 2015.
- Premier Livre de Pièces de Viole, (intégrale, 1686), L'Achéron, François Joubert-Caillet, viole de gambe. 4 CD Ricercar 2016 - 2017. Diapason d'or. Choc Classica
- Deuxième Livre de Pièces de Viole, (intégrale, 1701), L'Achéron, François Joubert-Caillet, viole de gambe. 5 CD Ricercar 2019. Diapason d'or. Choc Classica
- Troisième Livre de Pièces de Viole, (intégrale, 1711), L'Achéron, François Joubert-Caillet, viole de gambe. 4 CD Ricercar 2021.
- Quatrième Livre de Pièces de Viole , (intégrale, 1717), L’Achéon, François Joubert-Caillet, viole de gambe. 4 CD Ricercar 2021.
- Cinquième Livre de pièces de Viole, (intégrale 1725), L’Achéron, François Joubert-Caillet, viole de Gambe. 3 CD Ricercar 2021 (parution 11/2023).

### Tragédies en musique
- Alcione, Tragédie en musique, Jennifer Smith, Gilles Ragon, Philippe Huttenlocher, Vincent Le Texier, Véronique Gens, Les Musiciens du Louvre, direction Marc Minkowski, 3 CD Erato 1990
- Alcione, Suites des Airs à joüer (1706), Le Concert des Nations, direction Jordi Savall, 1 CD Astrée-Auvidis 1994
- Sémélé, Tragédie en musique, Shannon Mercer, Bénédicte Tauran, Jaël Azzaretti, Marc Labonnette, Le Concert Spirituel, direction Hervé Niquet, 2 CD Glossa 2007. Le Diamant magazine Opéra, 10 de Classica, Diapason découverte.
- Sémélé, Ouvertures et Danses, Montréal Baroque, direction Wieland Kuijken, 1 SACD Atma baroque 2006
- Ariane et Bacchus (1696), Suite d'orchestre, The Versailles Revolution, Indiana Baroque Orchestra, direction Barthold Kuijken, 1 CD Naxos 2018
- Alcione, Tragédie en musique, Lisandro Abadie, Marc Mauillon, Cyril Auvity, Le Concert des Nation, dir Jordi Savall, 3 SACD Alia Vox 2020
- Ariane et Bacchus (1696), Judith Van Wanroij (Ariane), Mathias Vidal (Bacchus), Véronique Gens (La Nymphe de la Seine, Juno), Marie Perbost (La Gloire, Corcine), David Witczak (Adraste), Les Chantres du Centre de Musique baroque de Versailles, Le Concert Spirituel, dir. Hervé Niquet. 2 CD Alpha 2023. Diapason d'or